# Mugato
Mugato er et væsen fra science fiction-serien Star Trek. Mugato optrådte oprindeligt i episoden "A Private Little War'" fra 1968, hvor den angreb Kaptajn Kirk på planeten Neural. I den originale episode spilles Mugato af stunt-skuespilleren Janos Prohaska. Mugato er også med i senere produkter fra Star Trek-francisen, for eksempel som den genetisk ændrede Mugato Janos i Star Trek: New Frontier roman-serien og som besætningsmedlem i Star Trek Timelines RPG Arkiveret 17. maj 2021 hos  Wayback Machine.
Navnet 'Mugato' er gennem tiden fejlagtigt blevet udtalt og stavet som 'Mugatu', selv inden for Star Trek-universet.
I filmen Zoolander blev skurken Jacobin Mugatu opkaldt efter Mugato af instruktør Ben Stiller.
Mugato har også inspireret navnet på den danske SaaS-virksomhed Mugato.[kilde mangler]
Mugato Martini, en cocktail i The Star Trek Bartender's Guide and Punch Book, er også opkaldt efter Mugato.